# Zbór Świeckiego Ruchu Misyjnego „Epifania” w Poznaniu
Zbór Świeckiego Ruchu Misyjnego „Epifania” w Poznaniu – chrześcijański unitariański zbór badacki działający w Poznaniu, należący do Świeckiego Ruchu Misyjnego „Epifania”. Jeden z największych i najstarszych zborów ruchu w Polsce i na świecie.
Siedziba zboru mieści się w Domu Modlitwy przy ul. Dziewińskiej 40.

## Historia

### Poznański zbór Badaczy Pisma Świętego
Działalność Badaczy Pisma Świętego w Poznaniu rozpoczęli ok. 1910 roku niemieccy współwyznawcy, organizując serie wykładów biblijnych. Grupa osób studiujących tomy Wykładów Pisma Świętego Charlesa T. Russella w języku polskim zawiązała się w Poznaniu jeszcze przed rokiem 1918. Z niej powstał poznański zbór Badaczy Pisma Świętego, któremu do roku 1922 przewodził Teofil Szmidt, a po jego wyprowadzce z Poznania przybyły z Warszawy Władysław Kącki. W 1922 roku zbór ten liczył około 20 członków. Kącki na własny koszt wynajmował salę przy ul. Górna Wilda, gdzie wygłaszał wykłady. Wynajmowano też salę przy ul. Popilińskich, gdzie wyświetlana była „Fotodrama stworzenia”. Później wynajęto większą salę przy Drodze Dębińskiej na Wildzie, gdzie organizowano wykłady, a także obchodzono uroczystość Wieczerzy Pańskiej, na której w 1924 było obecnych 91 osób.

### Zbór epifaniczny
W kwietniu 1927 roku z tego zboru wyłonił niezależny poznański zbór epifaniczny, jeden z pierwszych epifanicznych zborów poza Warszawą. Pionierami zboru byli Odrobiński, Franciszek Jaskuła z żoną Czesławą i Andrzej Borda z żoną, rok później do zboru dołączył Wiktor Stachowiak. Zebrania odbywały się w salach restauracyjnych i mieszkaniach prywatnych. W roku 1929 zbór liczył około 40 członków. Przedstawicielem ruchu epifanicznego na Polskę był wówczas Czesław Kasprzykowski, który nadał ruchowi nazwę Świecki Ruch Misyjny „Epifania”. Gdy w roku 1935 po nieporozumieniach finansowych i doktrynalnych Kasprzykowski wystąpił z „Epifanii” ruch ten utracił legalizację w II Rzeczypospolitej, a zbór poznański w lipcu 1935 roku został rozwiązany przez władze miasta. W 1937 roku w Poznaniu odbyła się nieoficjalna konwencja z udziałem Paula S.L. Johnsona. W roku 1938 zbór ten liczył około 120 członków. W latach 1935–1939 zebrania odbywały się pod gołym niebem w „Dębinie” nad Wartą. Podczas okupacji działalność była zakazana, a zebrania odbywały się jedynie w małych grupach w mieszkaniach prywatnych.

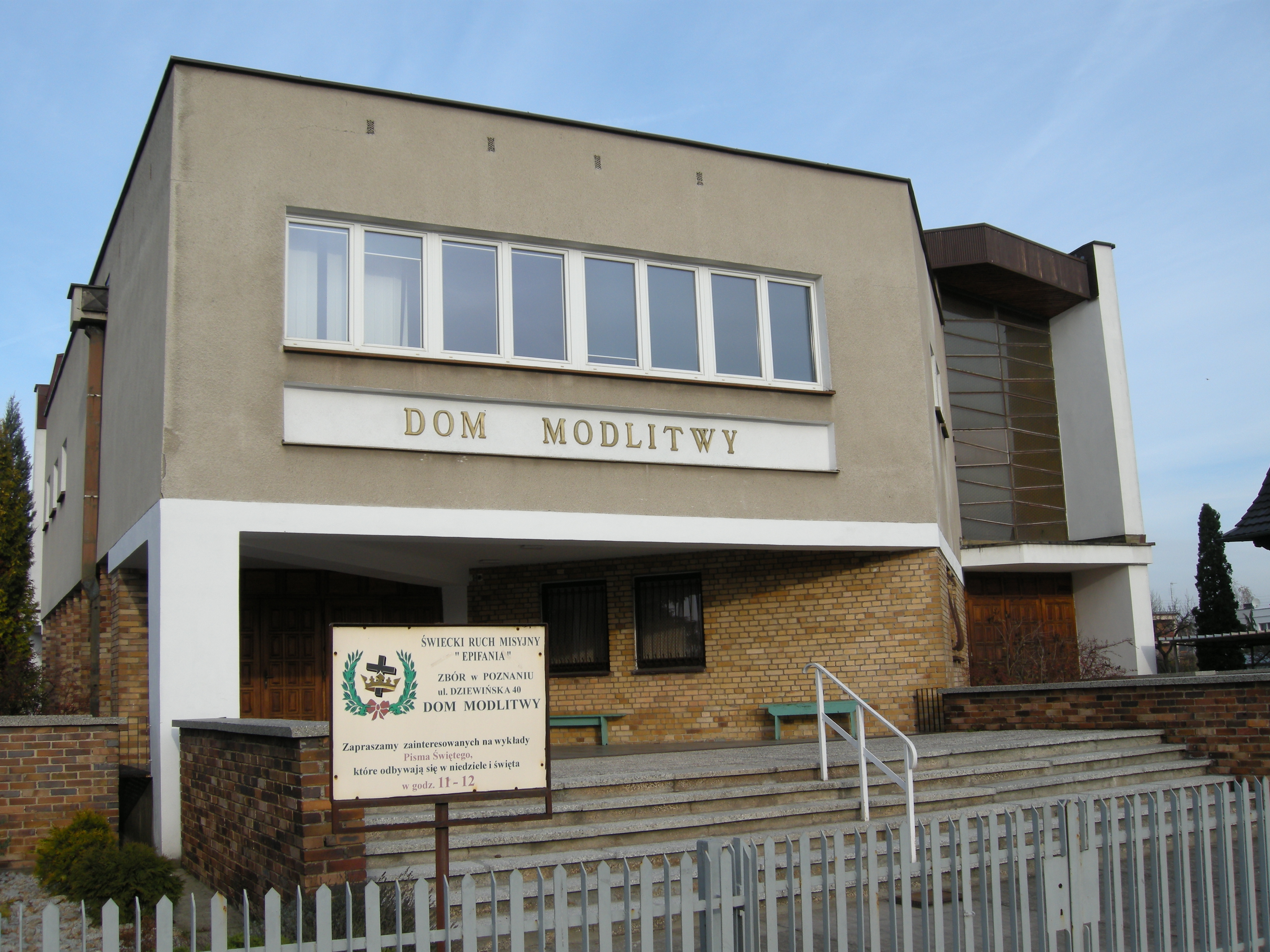
Dom modlitwy Zboru Świeckiego Ruchu Misyjnego „Epifania” w Poznaniu

Po zakończeniu II wojny światowej, w maju 1945 roku zbór reaktywował działalność. Zebrania odbywały się w różnych lokalach i wynajmowanych salach. 25 września 1949 roku zbór w Poznaniu spośród swoich członków wyłonił ośmioosobowy ogólnopolski zarząd ruchu z przewodniczącym Wiktorem Stachowiakiem i sekretarzem Piotrem Woźnickim. Tego samego dnia przyjęto również statut ruchu. Na jego mocy niezależne dotąd zbory epifaniczne stały się oddziałami centrali utworzonej w Poznaniu. 2 listopada 1949 roku powstały w ten sposób zarząd złożył wniosek o prawną rejestrację Świeckiego Ruchu Misyjnego „Epifania” jednak pozostał on bez odpowiedzi. Świecki Ruch Misyjny „Epifania” został zarejestrowany przez władze państwowe w marcu 1960 roku z siedzibą w Poznaniu, w celu wsparcia walki religijnej z dynamicznie rozwijającymi się wówczas Świadkami Jehowy.
W 1972 roku członkowie zboru postanowili wybudować własny Dom Modlitwy, który ukończono w kwietniu 1985. Poznański Dom Modlitwy jest siedzibą Świeckiego Ruchu Misyjnego „Epifania” w Polsce. W 2005 roku zbór liczył 178 ochrzczonych braci i sióstr.
W 2005 roku w Wielkopolsce Świecki Ruch Misyjny „Epifania” posiadał zbory w miastach: Gniezno, Kościan, Leszno, Ostrzeszów, Poznań, Ryczywół, Wągrowiec, Wolkowo.